# Люкъягун
Люкъягун (устар. Люк-Ягун) — река в России, протекает по территории Сургутского района Ханты-Мансийского автономного округа. Устье реки находится в 479 км по левому берегу реки Тромъёган. Длина реки — 59 км, площадь водосборного бассейна — 558 км²

## Притоки
- В 1 км от устья по левому берегу реки впадает река Ай-Пытьягун.
- В 7 км от устья по левому берегу реки впадает река Пытьягун.
- В 31 км от устья по правому берегу реки впадает река Ай-Люкъягун

## Данные водного реестра
По данным государственного водного реестра России относится к Верхнеобскому бассейновому округу, водохозяйственный участок реки — Обь от впадения реки Вах до города Нефтеюганск, речной подбассейн реки — Обь ниже Ваха до впадения Иртыша. Речной бассейн реки — (Верхняя) Обь до впадения Иртыша.